# Пиловимірювальні прилади
Прилади пилового контролю (рос. пылевого контроля приборы, англ. dust monitoring instruments; нім. Staubmessgeräte n pl, Staubmessapparatur f) — пристрої і апарати, за допомогою яких визначається концентрація пилу в повіт-рі. П.к.п. поділяються на 2 класи: прилади для відбору проб пилу і пиломіри.
Автоматичні пиловимірювальні прилади (рос. пылеизмерительные приборы автоматические, англ. automatic dust meters, нім. automatische Staubmesser m pl, automatische Staubmessgeräte n pl) — прилади, що автоматично здійс-нюють контроль запиленості повітря в місцях їх розташування або відбирають проби для їх наступного аналізу в лаборато-ріях.